# Wilhelm Janke
Wilhelm Janke (* 8. Januar 1933 in Ortshausen; † 8. Januar 2011 in Berlin) war ein deutscher Psychologe und Hochschulprofessor. Seine Arbeitsgebiete waren die Biopsychologie, die Emotionspsychologie und die Klinische Psychologie.

## Leben
Wilhelm Janke hat zwischen 1952 und 1957 am Institut für Psychologie der Universität Marburg bei Heinrich Düker studiert und nach seiner Promotion 1961 dort als Wissenschaftlicher Assistent gearbeitet. Unter der Betreuung von Gustav A. Lienert entstand in Marburg seine Dissertation über „Experimentelle Untersuchungen zur Abhängigkeit der Wirkung psychotroper Substanzen von Persönlichkeitsmerkmalen“. 1963 wechselte er auf Anregung durch Karl-Hermann Wewetzer an die Universität Gießen, wo er sich 1967 habilitierte und 1969 eine Professur als Nachfolger von Adolf Otto Jäger übernehmen konnte. 1971 bis 1982 war er Professor für Psychologie an Universität Düsseldorf und von 1982 folgend bis zu seiner Emeritierung 2001 an der Universität Würzburg. In Würzburg richtete er auch ein Labor für Tierversuche ein, dazu ließ er such an der Colgate University und der Universität Düsseldorf ausbilden. Danach war er bis zuletzt als Lehrbeauftragter in der Abteilung von Gisela Erdmann für „Biopsychologie und Neuropsychologie“ an der Technischen Universität Berlin aktiv in Forschung und Lehre (z. B. „Geschichte der Pharmakopsychologie“) tätig. Er ist kurz vor Vollendung seines 78. Lebensjahres an einem Herzinfarkt verstorben.

## Werk
Wilhelm Janke baute die Pharmakopsychologie in der Nachfolge der Arbeiten von Heinrich Düker und Emil Kraepelin systematisch aus. Er gilt im deutschsprachigen Raum als der prominenteste international wahrgenommener Vertreter Pharmakopsychologie. In der Emotionspsychologie arbeitete er an Themen wie Stress, Angst, Ärger und auch an Emotionen positiver Valenz. Dabei entwickelte er einer Reihe von standardisierten Verfahren, wie die Eigenschaftswörterliste (EWL) zur Erfassung des psychischen Befindens und den Stressverarbeitungsfragebogen (SVF) zur Erfassung der Emotions-/Stressregulation.
Er hat wesentlich zur Entwicklung und Etablierung der Biologischen Psychologie in Deutschland und ihrer interdisziplinären Verankerung beigetragen. Gelungen ist ihm das durch die Einrichtung eines experimentell-naturwissenschaftlichen Diplomstudiengangs in Düsseldorf. Auch in Würzburg hat er gemeinsam mit Otto Heller eine experimentell-naturwissenschaftliche Ausrichtung des Faches Psychologie durchgesetzt.

## Mitgliedschaften und Ehrungen
- Mitglied des Collegium Internationale Neuro-Psychopharmacologium (CINP)
- Mitherausgeber der Zeitschrift „Neuropsychobiology“
- Vorsitzender der Fachgruppe „Biologische Psychologie“ der Deutschen Gesellschaft für Psychologie
- 1998 Ehrenmitglied der Deutschen Gesellschaft für Psychophysiologie und ihre Anwendungen (DGPA)
- 1999 Ehrenmitglied der Arbeitsgemeinschaft für Neuropharmakologie und Pharmakopsychiatrie (AGNP).

## Publikationen (Auswahl)
Monografien
- gem. m. Gisela Erdmann: Stressverarbeitungsfragebogen (SVF); Stress, Stressverarbeitung und ihre Erfassung durch ein mehrdimensionales Testsystem. (4., überarb. und erw. Aufl.), Hogrefe Verlag, Göttingen 2008.
- gem. m. Christina Stadler und Klaus Schmeck: Inventar zur Erfassung von Impulsivität, Risikoverhalten und Empathie bei 9- bis 14-jährigen Kindern. Hogrefe Verlag, Göttingen 2004.
- gem. m. Günter Debus: Die Eigenschaftswörterliste (EWL); eine mehrdimensionale Methode zur Beschreibung von Aspekten des Befindens. Hogrefe Verlag, Göttingen 1978.
- Experimentelle Untersuchungen zur psychischen Wirkung von Placebos bei gesunden Personen. Universität Gießen, Naturwissenschaftliche Fakultät, Habilschrift vom 23. Mai 1967.
- Experimentelle Untersuchungen zur Abhängigkeit der Wirkung psychotroper Substanzen von Persönlichkeitsmerkmalen: Ein Beitrag zur Begründung einer differentiellen Pharmakopsychologie. Akademische Verlags Gesellschaft, Frankfurt a. M. 1964.

Herausgeberwerke
- gem. m. Martin Schmidt-Daffy  und Günter Debus: Experimentelle Emotionspsychologie: Methodische Ansätze - Probleme – Ergebnisse. Pabst Science Publishers, Lengerich 2008, ISBN 978-3-89967-450-7.
- gem. m. Petra Netter und Lothar Tent: Gustav Adolf Lienert: Stationen seines wissenschaftlichen Lebens; Berichte, Erinnerungen, Anmerkungen, Bilder. Pabst Science Publishers, Lengerich 2005, ISBN 978-3-89967-139-1.
- gem. m. Wolfgang Schneider: Hundert Jahre Institut für Psychologie und Würzburger Schule der Denkpsychologie. Verlag für Psychologie Hogrefe, Göttingen 1999, ISBN 978-3-8017-1310-2.
- gem. m. Petra Netter und Dieter Vaitl: Angst und Psychopharmaka: Methoden und Ergebnisse pharmakopsychologischer, pharmakopsychiatrischer und verhaltenspharmakologischer Forschung. Kohlhammer Verlag, Stuttgart 1986, ISBN 978-3-17-009057-6.
- Beiträge zur Methodik in der differentiellen, diagnostischen und klinischen Psychologie: Festschrift zum 60. Geburtstag von G. A. Lienert.  Anton Hain Verlag, Königstein/Ts. 1981, ISBN 978-3-445-02167-0.